# Embryofetopathia diabetica
Die Embryofetopathia diabetica ist eine pränatale Entwicklungsstörung infolge eines unerkannten, schlecht eingestellten oder dekompensierten Diabetes mellitus der Mutter während der Schwangerschaft.

## Pathologie
Der gesteigerte Übertritt von Glukose zum Fetus und der damit beim Fetus erhöhte Blutzuckerwert führt zu einer erhöhten Ausschüttung von Insulin (fetaler Hyperinsulinismus). Daraus resultiert die funktionelle Unreife der fetalen Organe (z. B. Lunge, Leber) und eine sogenannte Insulinmast (Hypertrophie der Organe und des Fetus).
Die Entstehung eines erhöhten Blutzuckerwertes bei einer Schwangeren kann verschiedene Ursachen haben. Man kann drei Formen der Zuckerkrankheit unterscheiden:
- Gestationsdiabetes (1–2 %) der sich nach der Geburt wieder zurückbilden, aber auch bestehen bleiben kann
- Diabetes mellitus Typ 1
- Diabetes mellitus Typ 2 (wegen des Alters der Mutter eher selten, aber zunehmend)

## Diagnose
Die Diagnose erfolgt sonographisch sowie mittels Blutzuckeruntersuchung bei der Schwangeren. Im Ultraschall findet man eine allgemeine Vergrößerung des Feten und man kann die eventuelle Veränderung der Organe erkennen. Vor allem Pankreas (β-Zellen), Nebennierenrinde und Leber können vergrößert, aber funktionell unreif sein. Das Geburtsgewicht liegt über 4000 g, die Größe über 55 cm.

## Folgen
Durch die Embryofetopathia diabetica kommt es gehäuft zu
- Frühgeburten
- Plazentainsuffizienz
- Tod des Fetus intrauterin oder unter der Geburt (perinatale Mortalitätsrate 5–20 % ohne Therapie)
- Schulterdystokie
- neonatale Anpassungsstörungen (z. B. Hypoglykämie, Hypokalzämie, Hyperbilirubinämie, Atemnotsyndrom)
- langfristig erhöhter Adipositasneigung, kardiovaskulären und metabolischen Pathien.

Die Fehlbildungsrate ist aufgrund eines Hydramnions erhöht. Die Auswirkungen für den Feten fasst man auch unter dem Begriff Kyematopathia diabetica zusammen.

## Therapie
Die Therapie besteht aus einer rechtzeitigen und optimalen Stoffwechseleinstellung der Mutter sowie der Entbindung zum errechneten Geburtstermin.
Bei der Typ-1-Diabetikerin ist auch eine Kontrolle des HbA1c-Wertes durchzuführen, da langfristige Erhöhungen über 8,5 % zu einer deutlichen Steigerung der Fehlbildungsrate auf bis zu 22 % geführt haben.